# Humanethologie
Die Humanethologie ist ein Zweig der Verhaltensbiologie, der vor dem Hintergrund, dass auch der Mensch das Resultat einer langen stammesgeschichtlichen Entwicklungsreihe ist, insbesondere jene Verhaltensweisen unserer Art erforscht, die als angeboren gelten können, bzw. die angeborene Grundlagen haben. Die moderne Humanethologie bezieht sowohl die Ergebnisse der klassischen Ethologie, der Soziobiologie sowie beispielsweise der Lerntheorie mit ein (siehe beispielsweise proximate und ultimate Ursachen von Verhalten). Der bekannteste deutschsprachige Forscher und Begründer dieses Gebietes ist Irenäus Eibl-Eibesfeldt. Fachlich „nahestehende“ habilitierte Wissenschaftler sind im deutschsprachigen Raum beispielsweise Norbert Bischof, Doris Bischof-Köhler, Karl Grammer, Gabriele Haug-Schnabel und Wulf Schiefenhövel.
Diese Suche nach Verhaltensweisen des Menschen, die in unterschiedlichsten Kulturen in annähernd gleicher Ausprägung vorkommen, hat immer wieder temperamentvoll geführte Auseinandersetzungen provoziert. Denn sie widerspricht schon im Ansatz Anschauungen, denen zufolge der Mensch einzig und allein durch Erziehung (also durch Lernen) in seiner Entwicklung bestimmt werde.
Inzwischen hat sich jedoch die Einsicht weithin durchgesetzt, dass angeborene Grundlagen des Verhaltens (zum Beispiel die Steuerung der Gesichtsmuskeln beim Lächeln) und erlernte Verhaltensmuster gemeinsam das menschliche Verhalten formen: Durch Erziehung und Kultur werden beispielsweise angeborene Grundlagen, die sozial und psychohygienisch vorteilhaft sind, zum Teil verstärkt; andere erweisen sich vielfach als Bürden, die das soziale Zusammenleben erschweren können, und werden häufig kulturell abgeschwächt und unterdrückt.

## Forschungsansätze und Forschungsthemen
Aus der Stammesgeschichte des Menschen ableitbare, angeborene Verhaltensweisen werden von den Humanethologen mit unterschiedlichen Forschungsansätzen untersucht:
- Angeborenes Verhalten bei Neugeborenen: Bei Neugeborenen konnte beispielsweise nachgewiesen werden, dass sie ohne jede Vorerfahrung, die durch Lernen erklärbar wäre, spontan atmen, sich an dünnen Gegenständen (sogar an frei hängenden Wäscheleinen!) mit den Händen festklammern und laut schreien. Bei gehörlos und blind geborenen Kindern konnte der Nachweis geführt werden, dass sie wie sehende und hörende Kinder lachen, weinen, erröten und die charakteristische Mimik des Verlegenseins beherrschen – auch diese Verhaltensweisen sind ohne Lernen im Verhaltensrepertoire des Menschen enthalten.

- Angeborene Erkenntnisleistungen: Untersuchungen zum angeborenen Erkennen von bestimmten Verhaltensweisen (speziell: der Mimik von anderen Personen) haben es sehr wahrscheinlich gemacht, dass Menschen bestimmte Reizmerkmale (zum Beispiel die relative Höhe der Nase im Verhältnis zu den Augen) ohne spezielle Vorerfahrung in bestimmter Weise interpretieren – und dass daher das Kamel als „hochmütig“ eingeschätzt wird, weil es die Nase in Relation zu den Augen sehr weit oben am Kopf trägt.

- Vergleich der Abfolge von Entwicklungsschritten beim Kleinkind: Es konnte nachgewiesen werden, dass zum Beispiel das Erlernen einer Sprache (oder auch mehrerer Sprachen) während eines offenbar besonders hierfür empfänglichen Lebensabschnitts wesentlich leichter geschieht als später im Erwachsenenleben.

- Kulturvergleichende Verhaltensforschung: Die Auswertung von Verhaltensprotokollen und Filmaufnahmen von Menschen unterschiedlicher Kulturkreise zeigte, dass viele soziale Verhaltensweisen einander weitgehend gleichen. So werden Kleinkinder von ihren Müttern überall in ähnlicher Weise liebkost, also zum Beispiel gestreichelt und geküsst. Die Mütter sprechen in allen Kulturen mit den Kleinkindern in besonders hoher Stimmlage und nicken ihnen zu. Ferner gilt das Starren überall als bedrohlich, der Augengruß hingegen als Ausdruck freudigen Erkennens.

- Vergleich des Verhaltens von Menschen und Menschenaffen: Dieser Vergleich hat es zum Beispiel ermöglicht, das gegenseitige Umarmen und das Zähnezeigen bei großer Wut als altes Primatenerbe zu identifizieren.

Auf empirischen Forschungsergebnissen dieser Art unternimmt die Humanethologie den Versuch, die Grundlagen von kulturell bedingten Traditionen auf ererbte Bausteine des Verhaltens zurückzuführen. So wurden u. a. die Bereitschaft zur Unterordnung und zum Gehorsam, aber auch das Streben nach Anerkennung, die Unduldsamkeit gegen Außenseiter, aber auch die Neigung zur Selbstlosigkeit und zum Herstellen von freundlichen Kontakten zu anderen Menschen auf ererbte, also biologisch erklärbare Mechanismen zurückgeführt. Solche sehr weitgehenden Aussagen, die zudem kaum je durch eindeutige experimentelle Belege gestützt wurden, sind jedoch umstritten.
In der humanethologischen Forschung werden weiterhin Verhaltensweisen zum Teil nicht nur im Kontext ihrer Gegenspieler (oder Antagonisten, beispielsweise Aggression und Aggressionshemmung) untersucht, sondern auch in ihrer Verschränkung mit Lernen (beispielsweise Lebensgeschichte, „Instinkt-Kulturverschränkungen“) und mit dem Intellekt (Nikolaas Tinbergen, Nicolai Hartmann).

## Humanethologie in der Archäologie
Die in den 1970er Jahren entwickelten Konzepte der Kulturethologie sowie des Mems haben bei Archäologen bereits kurz darauf zum Nachdenken über neue Erklärungsansätze bei der Tradierung paläolithischer Werkzeuge geführt. Artefakte (zum Beispiel Faustkeile) sind damit nicht nur Werkzeuge, sondern auch Träger memetisch transportierter Traditionen und spiegeln ein kollektives Gedächtnis von Homo erectus wider. Dieser Ansatz implizierte die Möglichkeit des Gegenteils: Faustkeile entstehen aus ethologisch naheliegenden Erkenntnisleistungen, ohne dass sie notwendigerweise tradiert werden.
International beachtet wurde die 1986 erschienene Arbeit von Joachim Hahn über die These, die Körpersprache von Kleinkunstwerken des Aurignacien der Schwäbischen Alb transportierten Kraft und Aggression, was aus der Übertragung tierischer Abwehr- bzw. Angriffshaltungen auf die Hersteller der Figuren abgeleitet wird. Damit wurde eine plausible Verknüpfung aus ethologischen Merkmalen eines tierischen Totems für seine Träger hergestellt.
Etwa zur gleichen Zeit stellten Forscher um David Lewis-Williams erstmals einen Interpretationsansatz paläolithischer Petroglyphen und Höhlenmalerei vor, der die ethologischen Aspekte von Trance-Zuständen in Kunstwerken des Jungpaläolithikums mit rezenten Erscheinungen verglich. Die Erforschung solch humanethologisch ableitbarer (weil neurobiologisch bedingter) Bewusstseinszustände prähistorischer Menschen wird auch als „Kognitive Archäologie“ zusammengefasst.
Mit der Etablierung der Humanethologie als eigenständige Wissenschaft richtet sich das Interesse zunehmend auf konkrete Gesten und Körpersprache in urgeschichtlichen Kunstwerken, insbesondere des Neolithikums und jüngerer vorgeschichtlicher Epochen. Die Einführung des Themas in archäologischer Fachliteratur ging dabei maßgeblich von Humanethologen selbst aus. Erst in jüngerer Zeit werden humanethologische Erkenntnisse zur Interpretation von archäologischen Funden herangezogen.
In einer Dauerausstellung über „menschliches Verstehen“ wird im Monrepos Forschungszentrum und Museum für menschliche Verhaltensevolution in Neuwied erläutert, wie die frühe Menschheitsgeschichte unser Verhalten bis heute bestimmt.

## Belege
1. ↑  Thomas Wynn: The intelligence of later Acheulean hominids. In: Man. New Series. Band 14, Nr. 3, 1979, S. 371–391, doi:10.2307/2801865
2. ↑  Joachim Hahn: Kraft und Aggression. Die Botschaft der Eiszeitkunst im Aurignacien Süddeutschlands? (= Archaeologica Venatoria. Band. 7). Tübingen 1986, ISBN 3-921618-74-X.
3. ↑  J. D. Lewis-Williams u. a.: The Signs of All Times: Entoptic Phenomena in Upper Palaeolithic Art (and Comments and Reply). In: Current Anthropology Band 29, Nr. 2, 1988, S. 201–245.
4. ↑  D. J. Lewis-Williams, J. Clottes: The mind in the cave – the cave in the mind: altered consciousness in the Upper Palaeolithic. In: Anthropology of Consciousness Band 9, Nr. 1, 1998, S. 13–21, doi:10.1525/ac.1998.9.1.13.
5. ↑  D. J. Lewis-Williams, J. Clottes: The Shamans of prehistory: trance magic and the painted caves. Abrams, New York 1998, ISBN 0-8109-4182-1.
6. ↑  Irenäus Eibl-Eibesfeldt, Christa Sütterlin: Im Banne der Angst. Zur Natur- und Kunstgeschichte menschlicher Abwehrsymbolik. Piper, München/Zürich 1992, ISBN 3-492-03387-3.
7. ↑  Christa Sütterlin: Ethologische Aspekte des Gestus weiblicher Schampräsentation. In: Ethnographisch-Archäologische Zeitschrift. Band 34, Nr. 3, 1993, S. 354–379.
8. ↑  Erika Qasim: Frauenstatuetten – Zwei Gesten als Teil der Darstellung. In: ArchaeNova e. V. (Hrsg.): Erste Tempel – Frühe Siedlungen. Isensee, Oldenburg 2009, ISBN 978-3-89995-563-7, S. 161–185.
9. ↑  Adeline Schebesch: Five Anthropomorphic Figurines of the Upper Paleolithic – Communication Through Body Language. In: Mitteilungen der Gesellschaft für Urgeschichte. Band 22, 2013, S. 61–100, Volltext (PDF) (Memento vom 4. März 2016 im Internet Archive)
10. ↑  Adeline Schebesch: Der Löwenmensch – ein Wesen mit Körpersprache. (Memento vom 25. Februar 2014 im Internet Archive) (PDF; 2,1 MB)
11. ↑  Webseiten der Monrepos-Dauerausstellung menschliches Verstehen